# Josef Pieper
Josef Pieper (Rheine, 4 maggio 1904 – Münster, 6 novembre 1997) è stato un filosofo tedesco.
È considerato uno dei massimi esponenti del neotomismo del XX secolo.

## Biografia
Pieper studiò filosofia, diritto e sociologia nelle università di Berlino e Münster. Dopo aver lavorato come scrittore free-lance e sociologo, divenne professore ordinario di antropologia filosofica all'Università di Münster, dove insegnò dal 1950 al 1976. Come professore emerito continuò a tenere lezioni fino al 1996. Con sua moglie Hildegard tradusse in tedesco il saggio di Clive Staples Lewis Il problema della sofferenza cui aggiunse una postfazione "Sulla semplicità del linguaggio in filosofia". Nel maggio del 1994 a Münster si tenne un convegno per celebrare i suoi 90 anni.
Joseph Ratzinger conobbe Pieper nei suoi tre anni di permanenza a Münster, dal 1963 al 1966, dove un anno dopo il Concilio Vaticano II fu nominato professore di teologia dogmatica. Nel 2008 presso la facoltà teologica di Paderborn è stato inaugurato un centro studi sulla vita e le opere di Pieper, il Josef Pieper Arbeitsstelle, coordinato dal rettore Berthold Wald, che è anche il curatore dell'edizione critica del filosofo tedesco. In relazione a tale evento, il Papa indirizzò una lettera all'Arcivescovo Hans-Josef Becker nella quale definì Pieper suo amico e Maestro, membro di un circolo di intellettuali del quale fecero parte anche von Balthasar, de Lubac, Guardini e Gottlieb Söhngen.
Nel 2010 a Paderborn si è tenuto un convegno sulla "Visione dell'uomo di Josef Pieper e C. S. Lewis".

## Il pensiero di Pieper
La sua filosofia si radica principalmente nella Scolastica di Tommaso d'Aquino e negli insegnamenti di Platone. In sessant'anni di attività come filosofo e scrittore, Pieper ha divulgato il pensiero occidentale con un linguaggio chiaro, sottolineandone la sua perdurante attualità.
Pieper influenzò profondamente il pensiero del futuro pontefice, in particolar modo riguardo allo studio delle tre virtù teologali (fede, speranza e carità). La sua ultima pubblicazione prima dell'elezione al soglio pontificio, dal titolo The Yes of Jesus Christ: Spiritual Exercises in Faith, Hope and Love, fu dedicata a Pieper in occasione del suo 85º compleanno. In occasione del Natale 2011, menzionò Pieper con riferimento al viaggio apostolico di Madrid:
(Benedetto XVI, 22 dicembre 2011)
Con Joseph Ratzinger e padre Bernard Lonergan, Pieper fu maestro di padre Matthew Lamb, teologo statunitense, membro dell'American Academy of Religion e del direttivo editoriale della rivista teologica Communio.

## Posizioni politiche
Il filosofo Kurt Flasch ritenne che uno scritto di Pieper del 1934 fosse un sostegno alla politica sociale nazionalsocialista. Tuttavia, Flasch limita il suo giudizio, affermando che in Pieper "solo nel suo mondo di pensiero degli anni 1933 e 1934" si vedono tentativi di agire in questo campo come "costruttori di ponti" tra il cattolicesimo e lo Stato nazista. Nella fase iniziale del regime nazista, Pieper avrebbe "chiarito l'intento eticamente corretto del nazionalsocialismo e [...] spiegato ai cattolici esitanti la dottrina sociale della Quadragesimo anno del 1929", fatto che servì a "convincere i cattolici di Münster a prendere le distanze dal nazionalsocialismo".
Con Schmaus e Lortz, Pieper concordava sul fatto che "Hitler e il Papa [...] avessero gli stessi nemici principali", vale a dire "a destra il liberalismo, questo male ereditario della modernità che sta alla base della crisi attuale, e a sinistra il bolscevismo, da cui Hitler ci ha salvati”. "Lui, Pieper, dimostra ai cristiani cattolici che Hitler e il Papa hanno gli stessi obiettivi". Così si legge nel libro di Pieper Das Arbeitsrecht des Neuen Reiches und die Enzyklika Quadragesimo anno (1934):
Hans Maier ha scritto in una recensione che Flasch, nel suo scritto su Pieper, smentisce la supposizione che quest'ultimo sia stato un "pioniere del nazionalsocialismo". Pieper non avrebbe dato "spunti, né suggerimenti" allo Stato nazista, ma inizialmente si sarebbe lasciato ingannare dai tentativi nazisti di nascondere la natura criminale di questo Stato.
Secondo Hans Maier, Pieper prese rapidamente le distanze dal suo testo e dalla sua valutazione positiva della politica sociale nazista. Nella sua opera del 1934 sulla virtù cardinale del coraggio, Pieper, riferendosi alla situazione in Germania, avvertì già di un "contrattacco distruttivo di un irrazionalismo" che "ha dichiarato guerra al primato dello spirito stesso".  Inoltre, Pieper criticò la "trasformazione della società in una comunità" perseguita dai nazionalsocialisti. A causa del crescente rifiuto del nazionalsocialismo, che divenne sempre più evidente nei suoi scritti, Pieper fu infine bandito dal poter pubblicare i suoi scritti.
Il filosofo Fernando Inciarte classificò quindi Pieper come un oppositore del nazionalsocialismo, che tuttavia non oltrepassò il limite della resistenza aperta e quindi non ha mai rivendicato l'onore di essere considerato un nemico. È stato dimostrato, tuttavia, che gli scritti di Pieper hanno influenzato alcuni oppositori del nazismo come Dietrich Bonhoeffer.

## Riconoscimenti
Nel 1981 Pieper ha ricevuto il Premio Balzan per la filosofia, nel 1987 è stato insignito del Premio dello Stato della Renania Settentrionale-Vestfalia e nel 1990 dell'Anello d'Onore della Società Görres per la promozione della scienza.

## Opere
- Vom Sinn der Tapferkeit, Hegner, Leipzig 1934 (ed. italiana Sulla fortezza, Morcelliana, Brescia 1956)
- Über die Hoffnung, Hegner, Leipzig 1935 (ed. italiana Sulla speranza, Morcelliana, Brescia 1953)
- Über das christliche Menschenbild, Hegner, Leipzig 1936 (ed. italiana La luce delle virtù: alla ricerca dell'immagine cristiana dell'uomo, San Paolo, Cinisello Balsamo 1999)
- Traktat über die Klugheit, Hegner, Leipzig 1937 (ed. italiana Sulla prudenza, Morcelliana, Brescia 1956)
- Zucht und Maß. Über die vierte Kardinaltugend, Hegner, Leipzig 1939
- Wahrheit der Dinge. Eine Untersuchung zur Anthropologie des Hochmittelalters, Kösel, München 1947
- Muße und Kult, Kösel, München 1948 (ed. italiana Otium e culto, Morcelliana, Brescia 1956)
- Was heißt philosophieren? Vier Vorlesungen, Kösel, München 1948
- Über das Ende der Zeit. Eine geschichtsphilosophische Meditation, Kösel, München 1950
- Über die Gerechtigkeit, Kösel, München 1953 (ed.italiana Sulla giustizia, Morcelliana, Brescia 1956)
- Thomas-Brevier. Lateinisch-Deutsch. Zusammengestellt, verdeutscht und eingeleitet von J. P. Kösel, München 1956
- Hinführung zu Thomas von Aquin. Zwölf Vorlesungen, Kösel, München 1958
- Scholastik. Gestalten und Probleme der mittelalterlichen Philosophie, Kösel, München 1960
- Über den Glauben. Ein philosophischer Traktat, Kösel, München 1962
- Zustimmung zur Welt. Eine Theorie des Festes, Kösel, München 1963 (ed. italiana: Sintonia con il mondo. Una teoria sulla festa, Cantagalli, Siena 2009)
- Verteidigungsrede für die Philosophie, Kösel, München 1966
- Tod und Unsterblichkeit, Kösel, München 1968
- Über die Liebe, Kösel, München 1972 (ed.italiana Sull'amore, Morcelliana, Brescia 1974)
- Noch wußte es niemand. Autobiographische Aufzeichnungen 1904–1945, Kösel, München 1976
- Über den Begriff der Sünde, Kösel, München 1977
- Noch nicht aller Tage Abend. Autobiographische Aufzeichnungen 1945–1964, Kösel, München 1979
- Buchstabier-Übungen. Aufsätze – Reden – Notizen, Kösel, München 1980
- Thomas von Aquin. Leben und Werk, Deutscher Taschenbuch Verlag, München 1981
- Eine Geschichte wie ein Strahl. Autobiographische Aufzeichnungen seit 1964, Kösel, München 1988
- Philosophie – Kontemplation – Weisheit, Johannes, Freiburg im Breisgau 1991
- Werke, in acht Bänden, ed. Berthold Wald, Meiner, Hamburg 1995-2008